# 香港中路街道
香港中路街道是中华人民共和国山东省青岛市市南区下辖的一个街道，位于青岛市区中部。

## 行政区划
香港中路街道下辖江西路社区、云霄路社区、五四广场社区、香港路社区、浮山所社区。